# Preti Dolciaria
La Preti Dolciaria, anche conosciuta come Preti, è un'azienda dolciaria italiana.

## Storia
La pasticceria Preti venne fondata nel 1851 da Giovanni Preti in piazza Portello, a Genova. Nello stesso anno, egli lanciò due dolci di grande fortuna: ovvero il Sacripante, un pan di spagna imbevuto di rum e arricchito di creme e cioccolato, e la torta Sacripantina. Nel corso degli anni, la pasticceria si specializzò nella produzione di altri dolci, fra cui i pandolci e i canestrelli. Col tempo acquisì una dimensione sempre più industriale e iniziò a distribuire i suoi prodotti su scala nazionale e, talvolta, internazionale.
Il 10 dicembre del 2014, il tribunale fallimentare di Genova pronunciò la sentenza di fallimento dell'azienda; nonostante ciò, il marchio e lo stabilimento di Sant'Olcese di proprietà della Preti continuarono a esistere grazie agli investimenti di enti locali.